# فرودگاه کسکیس
فرودگاه کسکیس (به انگلیسی: Cascais Aerodrome) (به زبان بومی: Aeródromo Municipal de Cascais) یک فرودگاه همگانی است که یک باند فرود آسفالت دارد و طول باند آن ۱۷۰۰ متر است. این فرودگاه در کشور پرتغال قرار دارد و در ارتفاع ۹۹ متری از سطح دریا واقع شده‌است.